# Handball-DDR-Oberliga (Frauen) 1983/84
Die DDR-Handballmeisterschaft der Frauen wurde mit der Saison 1983/84 zum 34. Mal ausgetragen. Der SC Leipzig sicherte sich am letzten Spieltag durch einen Sieg beim Titelverteidiger ASK Vorwärts Frankfurt/O. den zehnten DDR-Meistertitel nach 1978 gegenüber dem punktgleichen SC Magdeburg und verhinderte damit einen Titel-Hattrick der Frankfurterinnen. Dem Reglement zufolge entscheiden bei Punktgleichheit zuerst die Spiele gegeneinander, da beide Klubs ihre Heimbegegnungen mit fünf Treffern Differenz gewonnen hatten, mussten die Partien gegen den Nächstplatzierten, den ASK Vorwärts Frankfurt/O., herangezogen werden. Wie im Vorjahr gab es keine Absteiger.
Torschützenkönigin wurde Kerstin Schaumburg vom SC Empor Rostock mit 124 Toren (davon 72 Siebenmeter).

## Statistiken

### Abschlusstabelle
| Pl.  | Verein                             | Sp | S  | U | N  | Tore    | Punkte |
| ---- | ---------------------------------- | -- | -- | - | -- | ------- | ------ |
| 1.   | SC Leipzig (P)                     | 18 | 15 | 2 | 01 | 491:301 | 32:04  |
| 2.   | SC Magdeburg                       | 18 | 16 | – | 02 | 442:281 | 32:04  |
| 3.   | ASK Vorwärts Frankfurt/O. (M)      | 18 | 14 | 2 | 02 | 476:262 | 30:06  |
| 4.   | SC Empor Rostock                   | 18 | 10 | 1 | 07 | 336:320 | 21:15  |
| 5.   | TSC Berlin                         | 18 | 08 | 4 | 06 | 355:316 | 20:16  |
| 6.   | TSG Wismar                         | 18 | 05 | 1 | 12 | 320:387 | 11:25  |
| 7.   | BSG Halloren Halle                 | 18 | 05 | – | 13 | 287:415 | 10:26  |
| 8.   | BSG Einheit/Sirokko Neubrandenburg | 18 | 04 | 2 | 12 | 296:394 | 10:26  |
| 9.   | BSG Umformtechnik Erfurt           | 18 | 04 | – | 14 | 271:445 | 08:28  |
| 10.0 | BSG Sachsenring Zwickau            | 18 | 03 | – | 15 | 281:434 | 06:30  |

 DDR-Meister 0 (M) DDR-Meister 1983 0 (P) FDGB-Pokalsieger 1983
1. 1 2 3 4  Bei Punktgleichheit entscheiden zuerst die Spiele gegeneinander und falls nötig, danach die Partien gegen den Nächstplatzierten.
2. 1 2  In dieser Saison gab es keine Absteiger aus der Oberliga, da die BSG FIKO Rostock und die HSG DHfK Leipzig auf den Aufstieg verzichteten und es keine weiteren Berechtigten aus der DDR-Liga (Staffel Nord und Süd) gab.

### Kreuztabelle
| 1983/84 27. August 1983 – 19. Februar 1984 | 1983/84 27. August 1983 – 19. Februar 1984 | SC Leipzig | SC Magdeburg | ASK Vorwärts Frankfurt/O. | SC Empor Rostock | TSC Berlin | TSG Wismar | BSG Halloren Halle | BSG Einheit/Sirokko Neubrandenburg | BSG Umformtechnik Erfurt | BSG Sachsenring Zwickau |
| ------------------------------------------ | ------------------------------------------ | ---------- | ------------ | ------------------------- | ---------------- | ---------- | ---------- | ------------------ | ---------------------------------- | ------------------------ | ----------------------- |
| 01.                                        | SC Leipzig                                 |            | 27:22        | 22:22                     | 20:18            | 24:14      | 29:14      | 35:13              | 36:14                              | 31:12                    | 38:15                   |
| 02.                                        | SC Magdeburg                               | 23:18      |              | 21:16                     | 27:18            | 23:13      | 26:15      | 32:20              | 23:13                              | 28:90                    | 28:12                   |
| 03.                                        | ASK Vorwärts Frankfurt/O.                  | 19:20      | 22:18        |                           | 34:16            | 19:12      | 27:12      | 26:10              | 30:16                              | 40:70                    | 37:10                   |
| 04.                                        | SC Empor Rostock                           | 21:25      | 16:17        | 13:28                     |                  | 17:12      | 22:16      | 17:10              | 23:17                              | 21:12                    | 23:14                   |
| 05.                                        | TSC Berlin                                 | 19:19      | 14:21        | 19:19                     | 13:13            |            | 25:20      | 19:12              | 22:15                              | 32:90                    | 33:17                   |
| 06.                                        | TSG Wismar                                 | 18:26      | 14:27        | 16:22                     | 18:16            | 18:21      |            | 22:18              | 18:18                              | 25:19                    | 15:13                   |
| 07.                                        | BSG Halloren Halle                         | 14:26      | 06:23        | 14:32                     | 14:19            | 14:26      | 22:20      |                    | 23:21                              | 23:22                    | 23:18                   |
| 08.                                        | BSG Einheit/S. Neubrandenburg              | 14:29      | 14:27        | 11:32                     | 10:18            | 22:22      | 19:15      | 18:19              |                                    | 29:12                    | 17:16                   |
| 09.                                        | BSG Umformtechnik Erfurt                   | 15:32      | 18:28        | 11:25                     | 14:23            | 19:18      | 15:25      | 20:16              | 15:16                              |                          | 17:15                   |
| 10.                                        | BSG Sachsenring Zwickau                    | 14:34      | 16:28        | 14:26                     | 19:22            | 15:21      | 22:19      | 19:16              | 14:12                              | 18:25                    |                         |

### Torschützenliste
|     | Spieler            | Verein                        | Tore / 7 m |
| --- | ------------------ | ----------------------------- | ---------- |
| 01. | Kerstin Schaumburg | SC Empor Rostock              | 124 / 72   |
| 02. | Sybille Wagner     | ASK Vorwärts Frankfurt/O.     | 104 / 25   |
| 03. | Astrid Stemmwedel  | BSG Einheit/S. Neubrandenburg | 103 / 44   |
| 04. | Claudia Wunderlich | SC Magdeburg                  | 096 / 26   |
| 05. | Katrin Krüger      | ASK Vorwärts Frankfurt/O.     | 095 / 18   |
| 05. | Ute Ebert          | BSG Sachsenring Zwickau       | 095 / 35   |
| 07. | Evelyn Hübscher    | ASK Vorwärts Frankfurt/O.     | 092 / 08   |
| 08. | Annegret Matthäus  | TSC Berlin                    | 085 / 16   |
| 09. | Kornelia Kunisch   | SC Magdeburg                  | 083 / 09   |
| 09. | Gisela Großer      | TSG Wismar                    | 083 / 16   |
| 11. | Petra Uhlig        | SC Leipzig                    | 074 / 07   |

## Meistermannschaft
| 1.                  | SC Leipzig |
| ------------------- | --- |
| Logo vom SC Leipzig | - Tor: Andrea Stolletz, Christine Gradehand, Christine Nothnagel - Feldspieler: Kerstin Knüpfer, Kerstin Nindel, Lolita Krenz, Ute Krause, Petra Uhlig , Christina Rost, Eva Langenberg, Angela Werner, Liane Kämpf, Britta Franke, Heike Hadlich, Sabine Quednau, Ulrike Kleiner, Carmen Schneider - Trainer: Klaus Franke |